# گل‌عنبر (ورزقان)
گل عنبر یکی از روستاهای استان آذربایجان شرقی است که در دهستان ازومدل جنوبی، بخش مرکزی شهرستان ورزقان، در ۸۹کیلومتری شمال تبریز واقع شده‌است. جمعیت این روستا طبق آخرین آمار سال ۱۳۹۵، حدود ۱۹۷ نفر بوده‌است.

## ساکنان
مردم این روستا ازچندین طائفه از جمله طائفه ایمان کردلو، حسنولو تشکیل شده‌است و بیشتر اهالی به تبریز مهاجرت کرده‌اند. سکنه فعلی به دامداری و کشاورزی مشغولند و زنان این روستا علاوه بر مشارکت در جمع‌آوری وتهیه محصولات کشاورزی و دامی و قالیبافی هم می‌کنند.

## تپه امام زاده گلعنبر
تپه امام زاده گلعنبر یکی از آثار ملی ثبت شده ایران در ورزقان استبل از کیلاده قدمت آن مربوط به هزاره یک. قاین تپه ـ قرون میانه اسلامی می‌باشد و در تاریخ ۱۳۸۷/۱۱/۲۷ به شماره ثبت ۲۴۵۰۷ در مجموعه۰ م شمال روستای گلعنبر می‌باشد.